# Kaliopi
Kaliopi (macedoni: Калиопи Букле)  (Ohrid, 28 de desembre de 1966) és una cantautora macedònia. La seva carrera musical està sobretot marcada per la participació en el Festival Opatija, amb el qual fou guardonada per la premsa iugoslava. Internacionalment, però, se la coneix per haver representat fins a tres cops el seu país al Festival d'Eurovisió. La darrera vegada, l'any 2016, hi participà amb la cançó "Dona" cantada en macedoni.

## Discografia
Àlbums
amb el grup Kaliopi
- 1986: "Kaliopi"
- 1987: "Rodjeni"

Solitari
- 2000: "Oboi Me"
- 2001: "Ako Denot Mi E Nokj"
- 2004: "Ne Mi Go Zemaj Vremeto"
- 2008: "Zelim Ti Reci"
- 2010: "Poraka" and "Poruka"
- 2013: "Melem"

amb Edin Karamazov
- 2009: "Oblivion"

Àlbums de concerts
- 2002: "Najmila – Live and Unreleased"
- 2006: "Kaliopi Live" (DVD Album)

Àlbums instrumentals
- 2005: "Me, Isadora"

Compilacions
- 2007: "The Best Of"